# Bandera del estado de São Paulo
La bandera del estado de São Paulo es, junto con el escudo de armas y el himno, uno de los símbolos del estado de São Paulo (Brasil) conforme a lo descrito en el artículo 7.º de la constitución estadual.
Concebida por el filólogo y escritor Júlio Ribeiro en 1888, tenía como objetivo servir como bandera para el régimen republicano, que fue proclamado de manera efectiva el 15 de noviembre del año siguiente. Para materializar su idea, Ribeiro invitó a su hermano Amador Amaral, artista gráfico y visual, que desarrolló el diseño de la bandera del estado.
La bandera tiene trece rayas que varían entre blanco y negro que representa los días y las noches en que los bandeirantes exploraron el interior del país. El pabellón cuenta con un rectángulo rojo en la esquina superior izquierda dispuesto en horizontal, que representa la sangre derramada por los bandeirantes, y dentro de un círculo color blanco el mapa de Brasil en azul, siendo el azul el color de la pujanza. También hay cuatro estrellas amarillas dentro de las cuatro esquinas del rectángulo.
El pabellón se tornó símbolo paulista tras la Revolución Constitucionalista de 1932, la cual sólo se hizo oficial el 27 de noviembre de 1946, en virtud del decreto-ley 16.349 de la Constitución Federal, que le permitió a los estados y municipios el derecho a tener símbolos propios.

## Colores
Los colores utilizados en la bandera (negro, blanco, amarillo y azul) no poseen tonos definidos en las leyes. Sin embargo, el manual de identidad visual del estado de São Paulo especifica los siguientes colores como marca del gobierno (que se compone de una versión modificada de la bandera):
| Cor | CMYK        | RGB         | Hexadecimal | Pantone  |
| --- | ----------- | ----------- | ----------- | -------- |
|     | 0/0/0/100   | 33/33/37    | 212125      | Black C  |
|     | 0/100/100/0 | 196/0/8     | C40008      | 485 C    |
|     | 0/0/100/0   | 255/236/0   | FFEC00      | Yellow C |
|     | 100/80/0/0  | 41/66/146   | 294292      | 286 C    |
|     | 0/0/0/0     | 255/255/255 | FFFFFF      |          |

Debido a la bandera, los colores que caracterizan al estado de São Paulo son el negro, blanco y rojo.

## Significado

Reverso de la bandera de São Paulo.

La bandera tiene trece franjas que alternan entre el blanco y negro, comenzando y terminando por rayas negras, las cuales delimitan el principio y el final de la bandera. Las franjas blancas y negras representan los días y las noches que los bandeirantes lucharon por el bien del Estado.
Cuenta con un rectángulo rojo dispuesto en horizontal, que representa la sangre derramada por los bandeirantes, ubicado en la parte superior izquierda, y en el cual se encuentra un círculo blanco con el mapa del Brasil en azul, color que representa la fuerza, que los bandeirantes dicen haber traído para el estado de São Paulo, con todos los días y las noches, y el derramamiento de sangre como gran contribución al estado.
También hay cuatro estrellas amarillas dentro de las cuatro esquinas del rectángulo. En la parte posterior de la bandera, la única diferencia es que el rectángulo está alineado en la parte superior derecha, si bien el mapa Brasil sigue siendo idéntico a la parte delantera como se muestra en las figuras del artículo.
De acuerdo con el creador de la bandera, Júlio Ribeiro, en el texto O Rebate del 16 de julio de 1888, los colores negro, blanco y rojo simbolizan, respectivamente, las tres razas que formaban el pueblo brasileño: africanos, europeos y amerindios. Se refiere a la tesis de Carl Friedrich Philipp von Martius, escritor de Cómo se debe escribir la historia de Brasil (1840) y premiado por el Instituto Histórico y Geográfico Brasileño. La tesis de las tres razas de von Martius influenció en la creación de otras banderas brasileñas, como la el estado de Maranhão. Según el propio Ribeiro, las cuatro estrellas amarillas representan la constelación de la Cruz del Sur.

## Banderas relacionadas

Bandera no oficial de la provincia de São Paulo.
Proyecto de Júlio Ribeiro, 1888.
Bandera del Gobernador de São Paulo.